# Maxime Vantomme
Maxime Vantomme (* 8. März 1986 in Menen) ist ein belgischer Radrennfahrer.

## Sportliche Laufbahn
Maxime Vantomme gewann 2002 das Junioren-Eintagesrennen Gouden Fiets Eddy Merckx und 2004 wurde er Erster der Gesamtwertung bei Keizer der Juniores Koksijde. In der U23-Klasse belegte er 2005 den dritten Platz bei der belgischen Meisterschaft und den zweiten Platz bei Paris–Tours. 2006 gewann er den Memorial Danny Jonckheere Oudenburg und eine Etappe bei der Ronde de l’Oise und fuhr später für das ProTeam Quick Step-Innergetic als Stagiaire. Im nächsten Jahr fuhr er ohne Profivertrag und gewann eine Etappe bei der Tour des Pays de Savoie, sowie zum zweiten Mal den Memorial Danny Jonckheere Oudenburg. 2008 fuhr Vantomme für das Professional Continental Team Mitsubishi-Jartazi, wo er zu Beginn der Saison eine Etappe bei La Amissa Bongo Tropicale in Gabun gewann.
Nach einer Durststrecke von mehreren Jahren gelangen Vantomme 2014 zwei Erfolge: Er gewann das Rennen Le Samyn sowie die Gesamtwertung der Paris-Arras Tour. 2015 siegte er bei Paris-Chauny, und 2017 entschied er eine Etappe des Circuit des Ardennes für sich.

## Erfolge
2006
- eine Etappe Ronde de l’Oise

2008
- eine Etappe La Amissa Bongo Tropicale

2014
- Le Samyn
- Gesamtwertung und Mannschaftszeitfahren Paris–Arras Tour

2015
- Paris–Chauny

2017
- eine Etappe Circuit des Ardennes

## Teams
- 2006 Quick Step-Innergetic (Stagiaire)
- 2008 Mitsubishi-Jartazi
- 2009 Team Katusha
- 2010 Team Katusha
- 2011 Katusha Team
- 2012 Katusha Team
- 2013 Crelan-Euphony
- 2014 Roubaix Lille Métropole
- 2015 Roubaix Lille Métropole
- 2016 Roubaix Métropole européene de Lille
- 2017 WB Veranclassic Aqua Protect
- 2018 WB Aqua Protect Veranclassic
- 2019 Tarteletto-Isorex